# Ненашев, Сергей Васильевич
Серге́й Васи́льевич Нена́шев (род. 24 марта 1947) —  российский дипломат. Чрезвычайный и полномочный посол (2010).

## Биография
Окончил МГИМО МИД СССР (1970) и Академию общественных наук при ЦК КПСС (1984). Владеет французским, английским и португальским языками.
На дипломатической работе с 1984 года. 
- В 1997—1999 годах — советник-посланник Посольства России в Сенегале.
- С 31 мая 1999 по 11 ноября 2003 года — чрезвычайный и полномочный посол Российской Федерации в Республике Конго[1][2].
- В 2004—2007 годах — заместитель директора Департамента Африки МИД России.
- С 14 сентября 2007 по 19 октября 2012 года — чрезвычайный и полномочный посол Российской Федерации в Анголе и Сан-Томе и Принсипи по совместительству[3][4][5].

## Дипломатический ранг
- Чрезвычайный и полномочный посланник 2 класса (6 января 1999)[6].
- Чрезвычайный и полномочный посланник 1 класса (22 мая 2002)[7].
- Чрезвычайный и полномочный посол (9 февраля 2010)[8].